# Adler von Lübeck
Die Adler von Lübeck, auch Der Große Adler oder Lübscher Adler genannt, war im 16. Jahrhundert ein Kriegsschiff der Hansestadt Lübeck. Es war mit einer Gesamtlänge von ca. 78 Metern und einer geschätzten Wasserverdrängung von 1000 bis 2000 Tonnen eines der größten Schiffe seiner Zeit.
Die Adler wurde 1567 als Führungsschiff der Lübecker im Nordischen Krieg gegen Schweden in Dienst gestellt, war jedoch nie an einem Seegefecht beteiligt. Mit knapp 150 Artillerierohren verteilt auf drei Geschützdecks kam das Kriegsschiff, welches als ein Mischtyp aus Galeone und Karacke anzusehen ist, der Konzeption der späteren Dreidecker bereits recht nahe. Auch die viermastige Takelage mit einer Höhe von bis zu  62 Metern nahm die Dimensionen der nachfolgenden Ära der Linienschiffe weitgehend vorweg. Nach Ende des Krieges 1570 wurde die Adler zum Frachtsegler umgebaut und u. a. für den Salzhandel mit der Iberischen Halbinsel eingesetzt, wo das für den Frachtbetrieb eigentlich ungeeignete Schiff schließlich 1581 leckschlug und abgewrackt wurde.

## Galerie

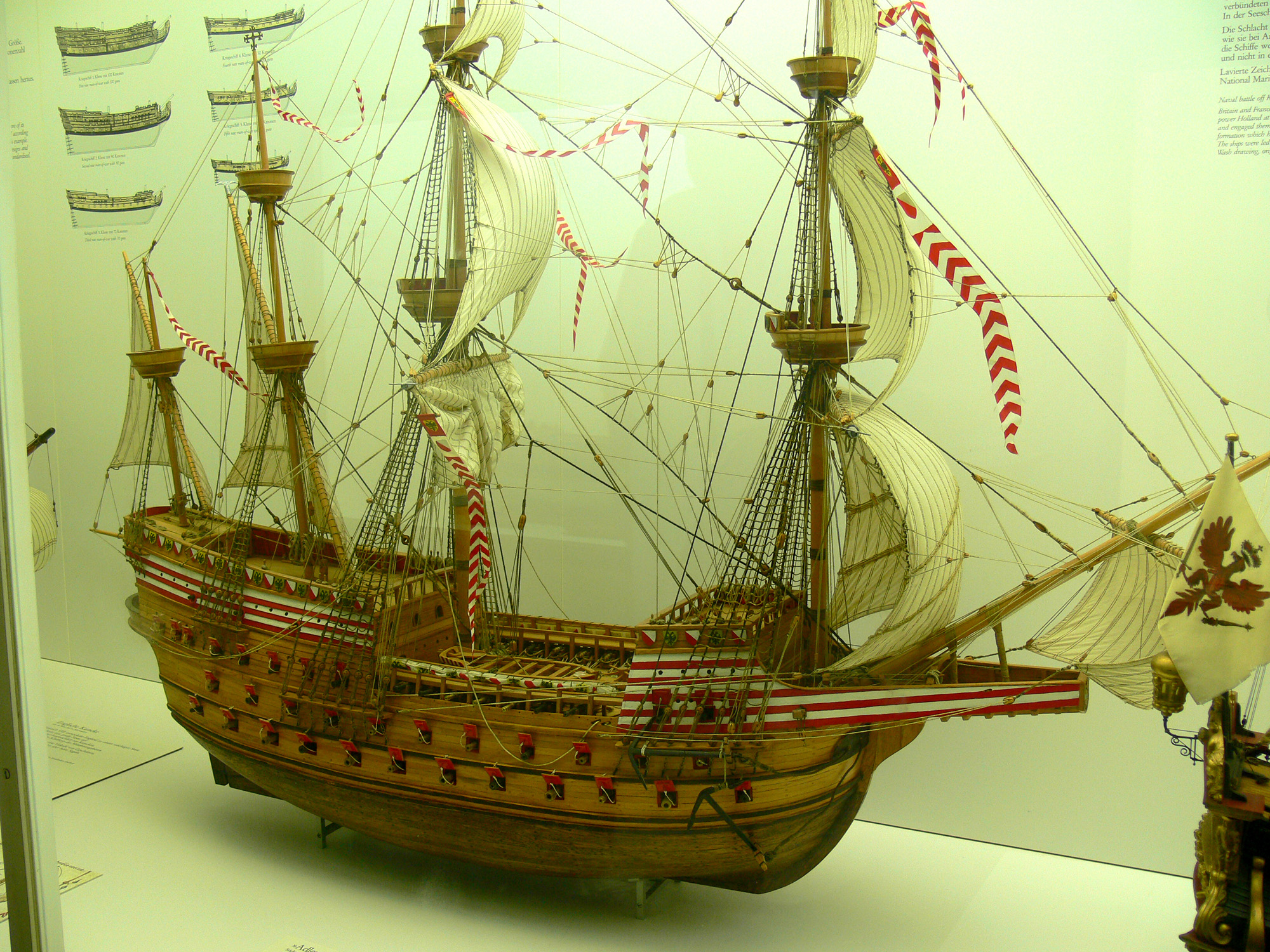
Modell im Deutschen Museum in München
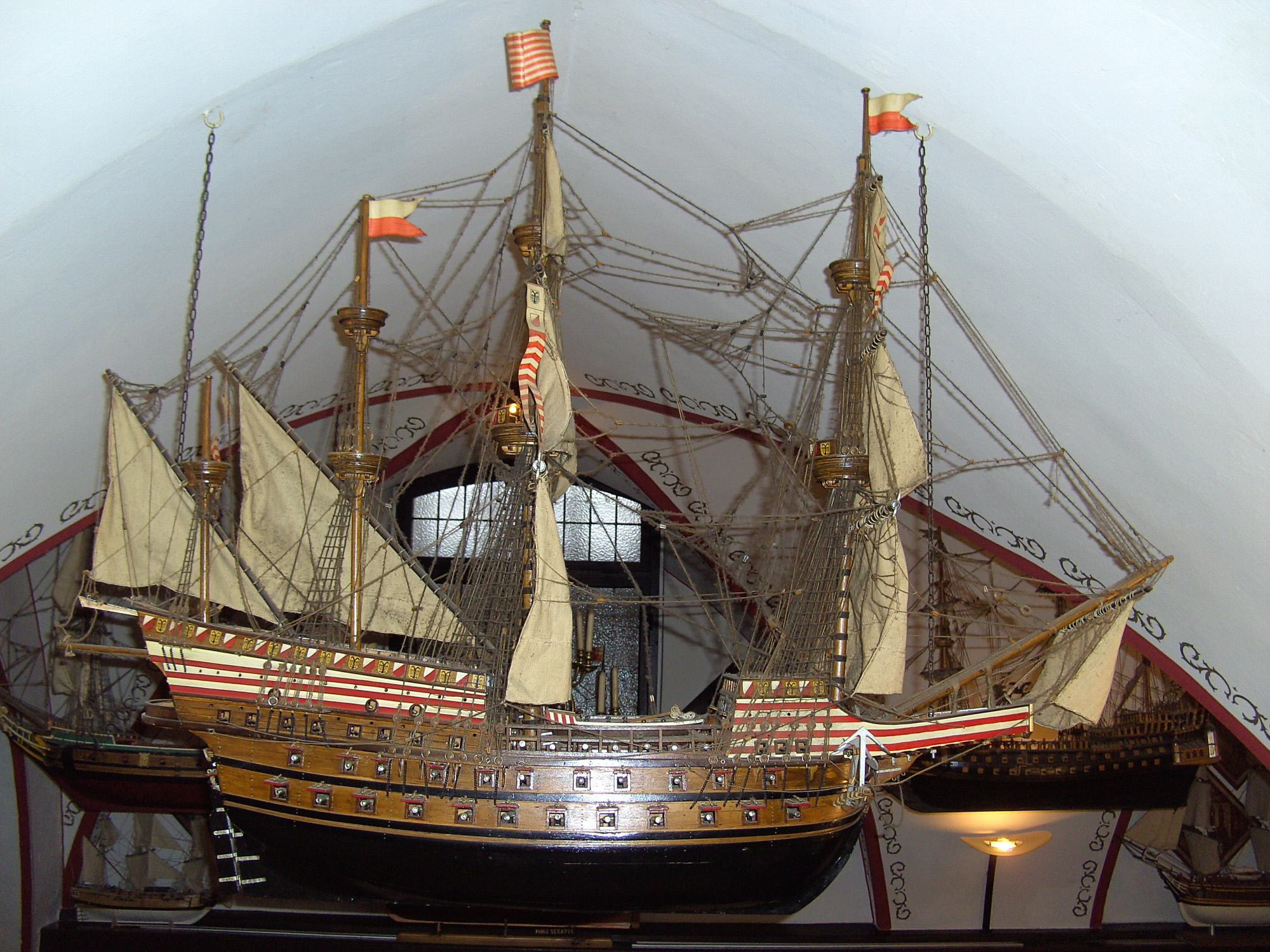
Modell Nr. 1 im Ratskeller zu Lübeck
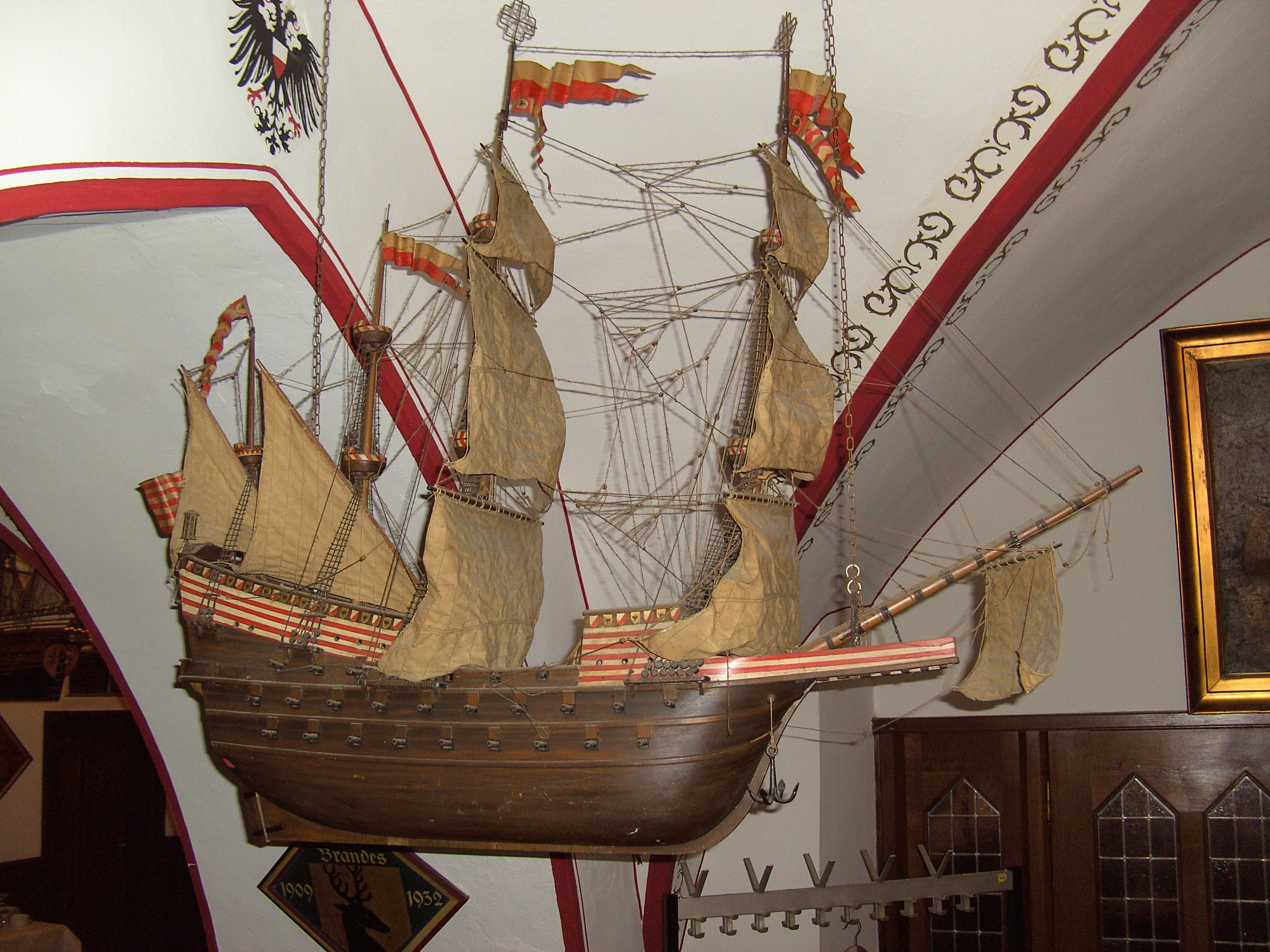
Modell Nr. 2 im Ratskeller zu Lübeck
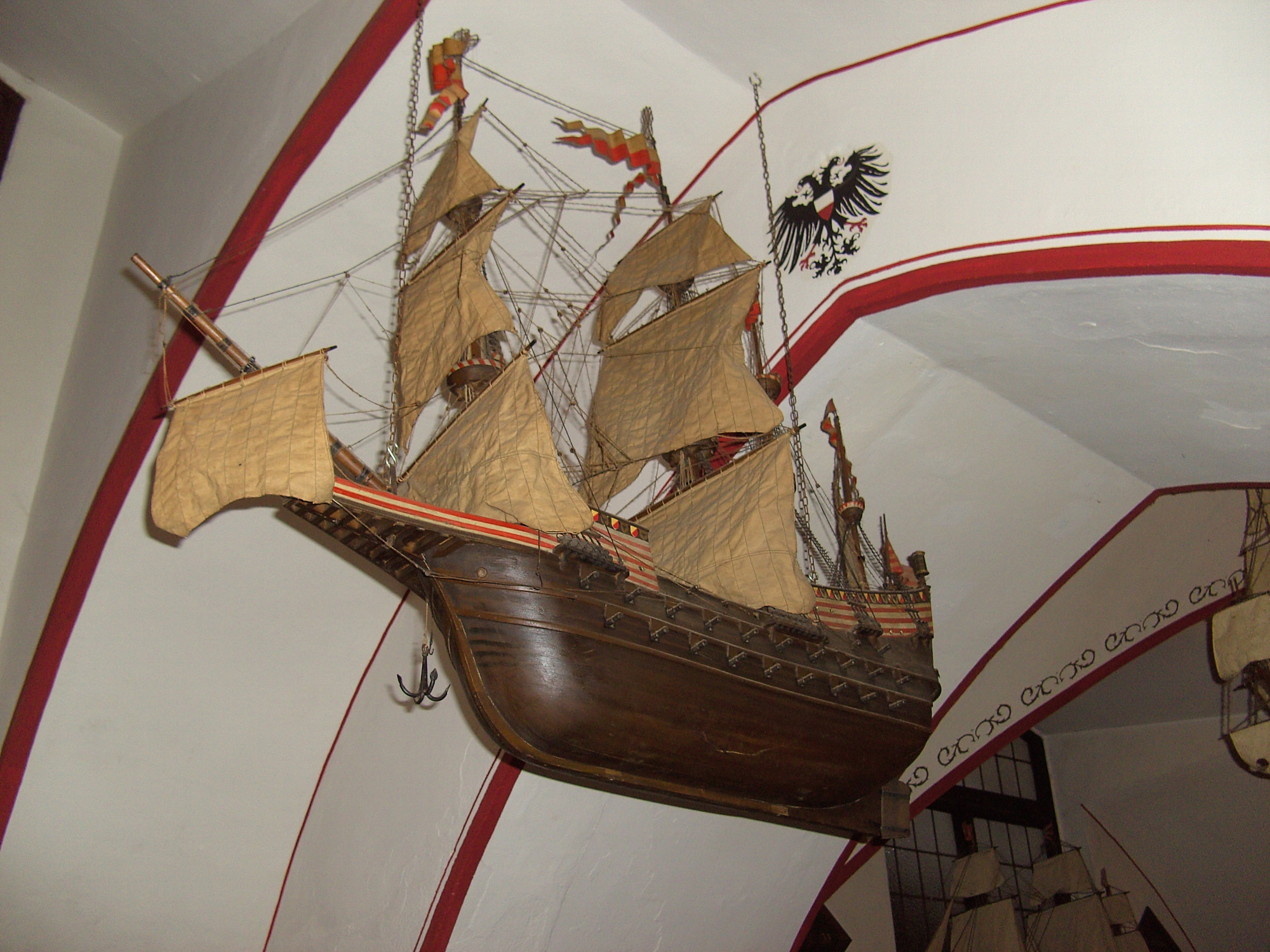
Modell Nr. 2 im Ratskeller zu Lübeck
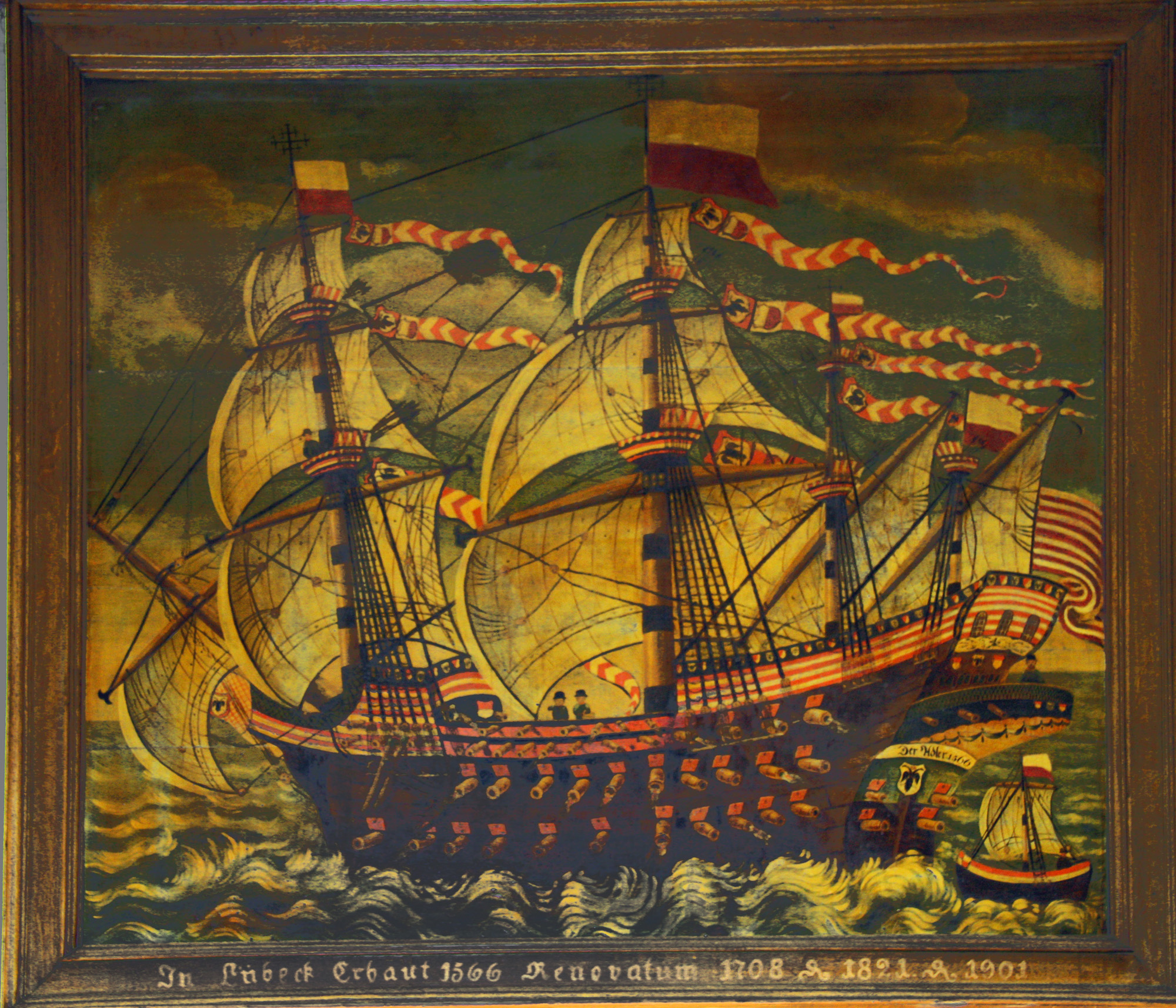
Gemälde in der Schiffergesellschaft zu Lübeck
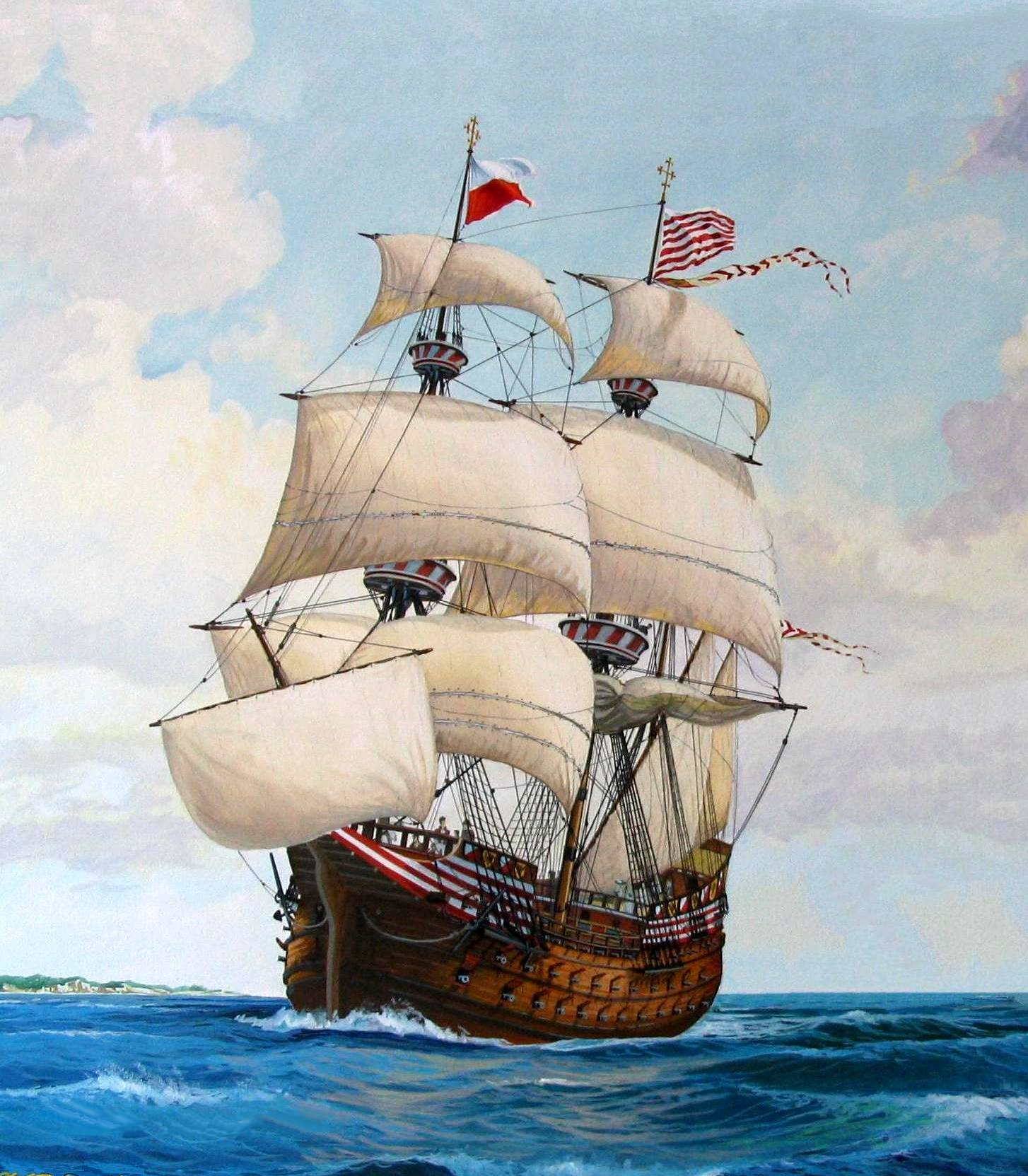
Modernes Gemälde
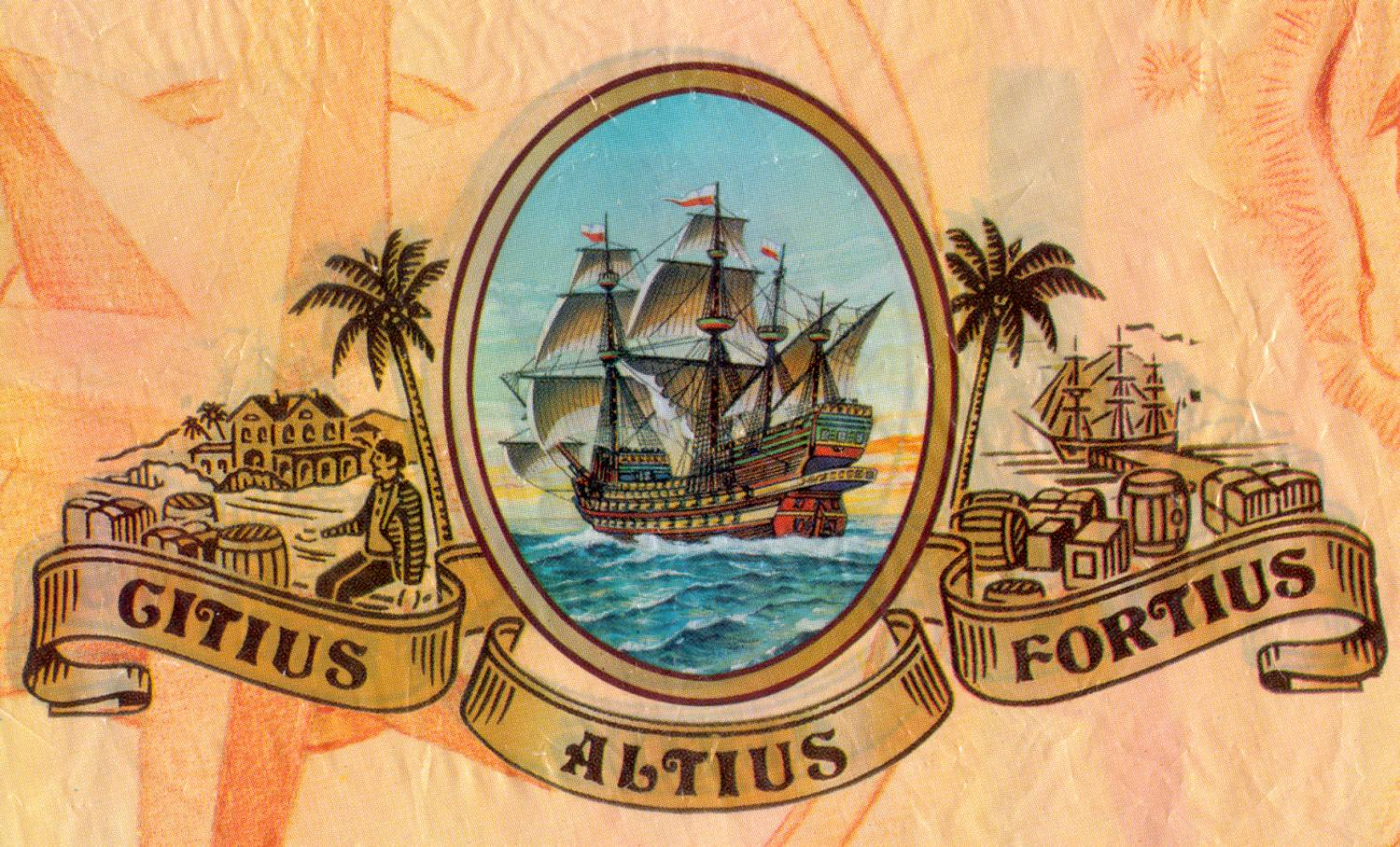
Kopie auf Tabakwarenverpackung
Der Heckrudertyp der Adler